# Needville
Needville è un centro abitato degli Stati Uniti d'America, situato nella contea di Fort Bend dello Stato del Texas.
La popolazione era di 2.823 persone al censimento del 2010. Fa parte dell'area metropolitana di Houston–The Woodlands–Sugar Land.

## Geografia fisica
Needville è situata a 29°23′54″N 95°50′24″W (29.398232, -95.839880).
Secondo lo United States Census Bureau, ha un'area totale di 1,7 miglia quadrate (4,4 km²).

## Società

### Evoluzione demografica
Secondo il censimento del 2000, c'erano 2.609 persone, 926 nuclei familiari e 688 famiglie residenti nella città. La densità di popolazione era di 1.532,5 persone per miglio quadrato (592,6/km²). C'erano 979 unità abitative a una densità media di 575,1 per miglio quadrato (222,3/km²). La composizione etnica della città era formata dal 74,09% di bianchi, il 13,19% di afroamericani, lo 0,27% di nativi americani, lo 0,11% di asiatici, il 10,23% di altre razze, e il 2,11% di due o più etnie. Ispanici o latinos di qualunque razza erano il 23,96% della popolazione.
Il reddito medio di un nucleo familiare era di 41.202 dollari, e quello di una famiglia era di 48.824 dollari. I maschi avevano un reddito medio di 35.200 dollari contro i 26.389 dollari delle femmine. Il reddito pro capite era di 17.802 dollari. Circa l'8,9% delle famiglie e l'11,5% della popolazione erano sotto la soglia di povertà, incluso il 16,8% di persone sotto i 18 anni e il 18,8% di persone di 65 anni o più.